# デモン・ブルックス
デモン・ブルックス（De'Mon Brooks、1992年5月28日 - ）は、アメリカ合衆国のプロバスケットボール選手。ノースカロライナ州シャーロット出身。ポジションはパワーフォワード。

## 来歴
デイビッドソン大学卒業後、イタリアのアッズーロ・ナポリでプロデビュー。
その後、イスラエルやドイツを経て、2019年、琉球ゴールデンキングスと契約。
2020年、島根スサノオマジックに移籍。
2021年6月、レバンガ北海道に移籍。
2022年7月26日、右前十字靭帯損傷のためインジュアリーリストに登録される。
2023-24シーズンに戦列復帰するが、シーズン終了後退団。

## 経歴
- アッズーロ・ナポリ（イタリア・2014-15年）
- ハポエル・ギルボア・ガリル（イスラエル・2015年）
- オルティ・デルトナ（イタリア・2015-16年）
- メディ・バイロイト（ドイツ・2016-19年）
- 琉球（2019-20年）
- 島根（2020-21年）
- 北海道（2021年-24年）